# Nuno Mendes (grof)
Nuno Mendes (Nuño Menéndez) bio je portugalski grof. Otac mu je bio grof Mendo Nunes.
Grof Nuno pojavljuje se u dokumentu kralja Ferdinanda I. Leonskog 1059. godine. Nuno se oženio Goncinom te su donirali zemljište jednom samostanu u veljači 1071.:
“Ego comes Nunus Menendiz et uxor mea comitissa domna Goncina“
Goncina i Nuno imali su barem jedno dijete, kćer Lobu, koja se udala za Sisnanda Davidesa – kći je bila Elvira Sisnandes.